# Charged GBH
G.B.H lub Charged GBH – brytyjski zespół punkrockowy założony w roku 1978.  Nazwa oznacza Charged to grievous bodily harm, ang. oskarżony/eni o ciężkie uszkodzenie ciała.
Trzon zespołu stanowili: Colin Abrahall (wokalista), Colin "Jock" Blyth (gitara) oraz basista Ross Lomas. Później przez zespół przewinęło się czterech perkusistów. Od 1993 roku z G.B.H. gra Scott z grupy Bomb Disneyland. Za najbardziej cenione płyty uznaje się Leather Bristles Studs And Acne, City Baby Attacked By Rats, City Baby's Revenge oraz Midnight Madness And Beyond. Grupa zalicza się do UK 82.

## Dyskografia
- 1980 – Demo
- 1981 – Leather, Bristles, Studs, And Acne EP
- 1982 – City Baby Attacked By Rats
- 1984 – City Baby's Revenge
- 1986 – Midnight Madness And Beyond
- 1986 – Clay Years 1981-1984
- 1987 – No Need To Panic
- 1989 – A Fridge Too Far
- 1990 – From Here To Reality
- 1991 – No Survivors
- 1992 – Church of the Truly Warped
- 1997 – Punk Junkies
- 2001 – Punk Rock Ambulance
- 2002 – Ha Ha
- 2004 – Cruel and Unusual
- 2005 – Dead on Arrival: A Punk Rock Anthology (kompilacja)
- 2010 – Perfume and Piss